# Kasteel van Bunsbeek
Het Kasteel van Bunsbeek is een kasteel in de tot de Vlaams-Brabantse gemeente Glabbeek behorende plaats Bunsbeek, gelegen aan Bunsbeekdorp 8-10.

## Geschiedenis
Hier was een hoeve die toebehoorde aan de Abdij van Heylissem en die in 1798 openbaar werd verkocht aan René Eusèbe Leguen-Bigotière die van 1806-1815 ook burgemeester van Bunsbeek was. Het bijbehorende land omvatte ook het brongebied van de Hagerotbeek.
In 1872 werd het goed aangekocht door Louis Vinckenbosch en omstreeks 1875 liet deze een villa bouwen in Vlaamse neorenaissancestijl die als kasteel werd aangeduid.
Na Louis kwam het goed aan diens zoon, Albert Vinckenbosch, en na diens dood in 1937 werd het gekocht door Théodore Henderiks. Deze liet het kasteeltje afbreken en daarvoor in de plaats kwam une maison familiale intime et de bon standing, feitelijk een villa die niettemin als château werd gekenschetst. Het was een bakstenen bouwwerk met neobarokke gevels.
Dit kasteeltje wordt omringd door een park van omstreeks 3 ha.